# Artur Rolén
Artur Rolén (5 de mayo de 1894 - 1 de mayo de 1972) fue un actor de nacionalidad sueca. 

## Biografía
Su nombre completo era Artur Gotthard Alarik Rolén, y nació en Gotemburgo, Suecia. Rolén empezó a actuar a los ocho años de edad como aficionado, debutando sobre los escenarios en 1909, y en el cine de 1916. Trabajó en teatro itinerante con la compañía de Allan Ryding, actuando posteriormente para Albert Ranft. 
Fue sobre todo conocido por encarnar a Klabbarparn en dieciocho películas dedicadas al personaje Åsa-Nisse, aunque también fue un popular cantante y artista de revista. En el cine trabajó a menudo con estrellas como Thor Modéen y Fridolf Rhudin. En total rodó unas 120 películas, desde su debut en 1916 con Kärleken segrar hasta 1968 con Pappa, varför är du arg? Du gjorde själv likadant när du var ung.
Era hermano de la actriz Margot Ryding y tío de Anna-Lisa Ryding, también actriz. Desde 1916 estuvo casado con la intérprete Sonja Rolén. 
Igualmente realizó unas 500 grabaciones entre 1920 y 1960, colaborando en muchas de ellas como los humoristas Fridolf Rhudin y Thor Modéen. Algunos de sus registros fueron grabados con el seudónimo Artur Gotthard. 
Artur Rolén falleció en Estocolmo, Suecia, en el año 1972. Fue enterrado en el Cementerio Norra begravningsplatsen de esa ciudad.

## Filmografía (selección)
- 1916 : Mysteriet natten till den 25:e (censurada hasta 1975)
- 1916 : Svärmor på vift eller Förbjudna vägar
- 1916 : Kärleken segrar
- 1916 : Bengts nya kärlek eller Var är barnet?
- 1916 : Nattens barn
- 1917 : Tösen från Stormyrtorpet
- 1917 : Alexander den store
- 1917 : I mörkrets bojor
- 1918 : Berg-Ejvind och hans hustru
- 1919 : Ingmarssönerna
- 1919 : Herr Arnes pengar
- 1921 : Högre ändamål
- 1922 : Vem dömer
- 1929 : Ville Andesons äventyr
- 1931 : En kvinnas morgondag
- 1931 : Lika inför lagen
- 1932 : Ett skepp kommer lastat
- 1962 : Värmlänningarna
- 1932 : Bröderna Östermans huskors
- 1938 : Du gamla du fria
- 1939 : Rena rama sanningen
- 1939 : Valfångare
- 1939 : Vi på Solgläntan
- 1940 : Familjen Björck
- 1940 : Frestelse
- 1940 : Kyss henne!
- 1940 : Snurriga familjen
- 1940 : Romans
- 1941 : Gentlemannagangstern
- 1941 : Lärarinna på vift
- 1941 : En kvinna ombord
- 1941 : Tåget går klockan 9
- 1941 : Fröken Vildkatt
- 1941 : Dunungen
- 1941 : En fattig miljonär
- 1941 : Uppåt igen
- 1942 : En trallande jänta
- 1942 : Sexlingar
- 1942 : Sol över Klara
- 1942 : Lyckan kommer
- 1942 : Livet på en pinne
- 1942 : Rid i natt!
- 1942 : Doktor Glas
- 1942 : Olycksfågeln nr 13
- 1942 : Tre skojiga skojare
- 1942 : I gult och blått
- 1942 : Stinsen på Lyckås
- 1943 : I brist på bevis
- 1943 : Örlogsmän
- 1943 : Fångad av en röst
- 1943 : Anna Lans
- 1943 : Det brinner en eld
- 1943 : En flicka för mej
- 1943 : Sjätte skottet
- 1943 : I mörkaste Småland
- 1943 : Brödernas kvinna
- 1943 : Älskling, jag ger mig
- 1944 : Snöstormen
- 1944 : En dotter född
- 1944 : Lilla helgonet
- 1944 : Den osynliga muren
- 1944 : Skogen är vår arvedel
- 1944 : Nyordning på Sjögårda
- 1944 : Skeppar Jansson
- 1945 : Pettersson & Bendels nya affärer
- 1945 : Vandring med månen
- 1945 : I Roslagens famn
- 1945 : Jagad
- 1945 : Bröderna Östermans huskors
- 1945 : Brott och straff
- 1945 : Flickorna i Småland
- 1945 : 13 stolar
- 1946 : Åsa-Hanna
- 1946 : Det är min modell
- 1946 : Möte i natten
- 1947 : Harald Handfaste
- 1947 : Stackars lilla Sven
- 1947 : Pappa sökes
- 1947 : Krigsmans erinran
- 1947 : Kronblom
- 1947 : Tösen från Stormyrtorpet
- 1947 : Kvinna utan ansikte
- 1947 : Två kvinnor
- 1947 : Får jag lov, magistern!
- 1947 : Rallare
- 1948 : Kärlek, solsken och sång
- 1948 : Lars Hård
- 1948 : Janne Vängmans bravader
- 1948 : Hammarforsens brus
- 1948 : Lilla Märta kommer tillbaka
- 1948 : En svensk tiger
- 1948 : Livet på Forsbyholm
- 1949 : Sven Tusan
- 1949 : Farlig vår
- 1949 : Smeder på luffen
- 1949 : Kvinnan som försvann
- 1949 : Kvinna i vitt
- 1949 : Människors rike
- 1949 : Janne Vängman på nya äventyr
- 1949 : Åsa-Nisse
- 1950 : Restaurant Intim
- 1950 : Fästmö uthyres
- 1950 : Anderssonskans Kalle
- 1950 : Åsa-Nisse på jaktstigen
- 1950 : När kärleken kom till byn
- 1951 : Det var en gång en sjöman
- 1952 : Klackarna i taket
- 1952 : Åsa-Nisse på nya äventyr
- 1952 : Flottare med färg
- 1953 : Ursula – flickan i finnskogarna
- 1953 : Fartfeber
- 1953 : Åsa-Nisse på semester
- 1953 : Bror min och jag
- 1953 : Flottare med färg
- 1954 : Åsa-Nisse på hal is
- 1954 : De röda hästarna
- 1955 : Åsa-Nisse ordnar allt
- 1955 : Bröderna Östermans bravader
- 1956 : Åsa-Nisse flyger i luften
- 1957 : Åsa-Nisse i full fart
- 1958 : Du är mitt äventyr
- 1958 : Åsa-Nisse i kronans kläder
- 1959 : Åsa-Nisse jubilerar
- 1960 : Åsa-Nisse som polis
- 1961 : Åsa-Nisse bland grevar och baroner
- 1962 : Åsa-Nisse på Mallorca
- 1963 : Åsa-Nisse och tjocka släkten
- 1963 : Det går an (TV)
- 1963 : Tre dar i buren
- 1964 : Åsa-Nisse i popform
- 1964 : Svenska bilder
- 1965 : Åsa-Nisse slår till
- 1966 : Åsa-Nisse i raketform
- 1967 : Drra på – kul grej på väg till Götet
- 1967 : Åsa-Nisse i agentform
- 1968 : Sarons ros och gubbarna i Knohult
- 1968 : Pappa varför är du arg – du gjorde likadant själv när du var ung
- 1970 : Röda rummet (TV)

## Teatro
- 1921 : Vart ska vi annars gå, de Karl Gerhard, Folkan y Mosebacketeatern[3]
- 1929 : Stockholm–Motala, de Karl-Ewert, Svasse Bergqvist y Kar de Mumma, Folkan[4]
- 1937 : Sverige åt Svensson, de Kar de Mumma, dirección de Björn Hodell y Leif Amble-Naess, Södra Teatern[5]
- 1941 : Äventyr på fotvandring, de Jens Christian Hostrup, dirección de Nils Johannisson, Riksteatern[6]
- 1942 : Sagan, de Hjalmar Bergman, dirección de Per Lindberg, Konserthusteatern[7]

## Radioteatro
- 1940 : Den undrande skogen, de Arne Wahlberg, dirección de Ernst Hauke[8]
- 1942 : Sagan, de Hjalmar Bergman, dirección de Per Lindberg[9]
- 1944 : Auktion, de Josef Briné y Nils Ferlin, dirección de Lars Madsén[10]
- 1948 : Kolar-Fredik, de Inge Johansson, dirección de Lars Madsén[11]
- 1950 : Anders och valfisken, de Gunnar Falkås, dirección de Lars Madsén[12]
- 1952 : Änkeman Jarl, de Vilhelm Moberg, dirección de Lars Madsén[13]
- 1954 : Auktion, de Josef Briné y Nils Ferlin, dirección de Lars Madsén[14]